# St. Croix Valley Railroad
| Die Loks Nr. 1326 und 1325 bei North Branch |                      |                                          |                                          |
| Die Ortschaften an der St. Croix Valley Railroad |                      |                                          |                                          |
| Streckenlänge: | 56 km                |                                          |                                          |
| Spurweite: | 1435 mm (Normalspur) |                                          |                                          |
| |                      |                                          |                                          |
| \| \| \| Hinckley Subdivision der BNSF von Duluth \| \| \| \| \| nach Cambridge \| \| \| \| 0,0 \| Beginn der SCXY \| Beginn der SCXY \| \| \| 1,7 \| Hinckley (SCXY) Ausweichstelle \| 331 m ü. M. \| \| \| \| US 35, Monarch Highway \| \| \| \| \| Mission Creek (21 m) \| \| \| \| \| Snake River (87 m) \| \| \| \| \| Rock Creek (24 m) \| \| \| \| \| St. Croix Scenic Bywy (65 m) \| \| \| \| 36,3 \| Rush City Depot \| 281 m ü. M. \| \| \| \| Rush Creek \| \| \| \| 37,9 \| West 8th Street Ausweichstelle \| West 8th Street Ausweichstelle \| \| \| \| Abstellgleis South Frandsen Avenue \| \| \| \| \| Titan Lansing, LLC \| \| \| \| \| Zinpro Corporation \| \| \| \| 55,8 \| North Branch \| 274 m ü. M. \| \| \| \| weiter nach Wyoming und Hugo \| \| \| \| \| \| \| \| Quellen: [1] \| \| \| \| |                      |                                          |                                          |
| Strecke |                      | Hinckley Subdivision der BNSF von Duluth | Hinckley Subdivision der BNSF von Duluth |
| Abzweig geradeaus und nach rechts |                      | nach Cambridge                           | nach Cambridge                           |
| Wechsel des Eisenbahninfrastrukturunternehmens | 0,0                  | Beginn der SCXY                          | Beginn der SCXY                          |
| Dienststation / Betriebs- oder Güterbahnhof | 1,7                  | Hinckley (SCXY) Ausweichstelle           | 331 m ü. M.                              |
| Brücke über Wasserlauf |                      | US 35, Monarch Highway                   | US 35, Monarch Highway                   |
| Brücke über Wasserlauf |                      | Mission Creek (21 m)                     | Mission Creek (21 m)                     |
| Brücke über Wasserlauf |                      | Snake River (87 m)                       | Snake River (87 m)                       |
| Brücke über Wasserlauf |                      | Rock Creek (24 m)                        | Rock Creek (24 m)                        |
| Brücke |                      | St. Croix Scenic Bywy (65 m)             | St. Croix Scenic Bywy (65 m)             |
| Dienststation / Betriebs- oder Güterbahnhof | 36,3                 | Rush City Depot                          | 281 m ü. M.                              |
| Brücke über Wasserlauf |                      | Rush Creek                               | Rush Creek                               |
| Dienststation / Betriebs- oder Güterbahnhof | 37,9                 | West 8th Street Ausweichstelle           | West 8th Street Ausweichstelle           |
| Abzweig geradeaus und nach rechts |                      | Abstellgleis South Frandsen Avenue       | Abstellgleis South Frandsen Avenue       |
| Abzweig geradeaus und nach rechts |                      | Titan Lansing, LLC                       | Titan Lansing, LLC                       |
| Abzweig geradeaus und von rechts |                      | Zinpro Corporation                       | Zinpro Corporation                       |
| Betriebs-/Güterbahnhof Strecke ab hier außer Betrieb | 55,8                 | North Branch                             | 274 m ü. M.                              |
| Strecke (außer Betrieb) |                      | weiter nach Wyoming und Hugo             | weiter nach Wyoming und Hugo             |
| |                      |                                          |                                          |
| Quellen: |                      |                                          |                                          |

Die St. Croix Valley Railroad (SCXY)  ist eine US-amerikanische Bahngesellschaft mit Sitz in Rush City (Minnesota). Sie befährt eine 56 Kilometer lange Strecke zwischen Hinckley und North Branche mit Güterzügen. In Hinckley hat sie Verbindung zur BNSF Railway. Eigentümer der Strecke und der Fahrzeuge ist die KBN Incorporated. Mit der Betriebsführung und Instandhaltung der Fahrzeuge ist Independent Locomotive Service betraut.

## Geschichte
Ursprünglich war die Strecke der heutigen St. Croix Valley Railroad ein Bestandteil der Northern-Pacific-Railway-Hauptstrecke (der „Skally Line“) von Minneapolis nach Duluth (Minnesota) und Superior (Wisconsin). Im Jahr 1970 fusionierte die NP mit der Burlington Northern Railroad. Danach wurde die Strecke herabgestuft und der Verkehr auf die Strecke der ehemaligen Great Northern Railway, zwischen den Twin Cities und Twin Ports, verlagert. 1989 wurde die Skally Line südlich von North Branch aufgegeben. Die Nachfolgerin der Burlington Northern war dann die BNSF Railway. Sie verkaufte die verbleibende Strecke von Hinckley nach North Branch dann 1997 an RailAmerica, die auch einen 13 Kilometer langen Gleisabschnitt zwischen Brook Park (Minnesota) und Mora erwarb. Dieser Abschnitt wurde aber bald darauf stillgelegt.

### Die Gründung der St. Croix Valley Railroad
Am 1. September 1997 nahm die St. Croix Valley Railroad ihren Betrieb auf. Seit dem Jahr 2000 befindet sich die Bahnstrecke im Besitz der KBN Incorporated. Mit der Betriebsführung und Instandhaltung der Fahrzeuge ist Independent Locomotive Service betraut.

### Heute
Zu den wichtigsten beförderten Gütern gehören Chemikalien, Getreide, Mehl, Sand und Düngemittel. Die Eisenbahn transportiert heute ca. 6500 Wagenladungen pro Jahr. Der größte Kunde der Bahn ist die Titan Lansing in North Branch. Dort wird der produzierte Sand in Waggons verladen, nach Hinckley transportiert und an die BNSF Railway übergeben. Weitere Kunden entlang der Bahnstrecke sind der Propangasproduzent Interstate Energy Partner in Rush City und die Zinpro Corporation in North Branch, die Tiernahrung herstellt und etwa 100 Waggons mit Chemikalien pro Jahr erhält.

## Fahrzeuge
| Lokomotiven       |                       |        |              |                |                                                        |      |
| Betriebs-Nr.      | Hersteller            | Modell | Seriennummer | Baujahr        | Bemerkung                                              | Bild |
| Diesellokomotiven |                       |        |              |                |                                                        |      |
| 104               | Electro-Motive Diesel | GP7u   | 15819        | Februar 1952   | Ehem. Atchison, Topeka and Santa Fe Railway Nr. 2719.  |      |
| 189               | Electro-Motive Diesel | GP18   | 27781        | Oktober 1963   | Ehem. Norfolk Southern Railway Nr. 10.                 |      |
| 1325              | Electro-Motive Diesel | SD45   | 33767        | Mai 1968       | Ehem. Denver and Rio Grande Western Railroad Nr. 5335. |      |
| 1326              | Electro-Motive Diesel | SD45   | 32031        | September 1966 | Ehem. Southern Pacific Transportation Nr. 8840.        |      |
| 1352              | Electro-Motive Diesel | GP7    | 17727        | März 1953      | Ehem. Illinois Central Railroad Nr. 8968.              |      |
| 1363              | Electro-Motive Diesel | GP9    | 19361        | April 1954     | Ehem. Great Northern Railway Nr. 676.                  |      |
| [ 6 ] [ 7 ]       |                       |        |              |                |                                                        |      |